# Langhovde-kita Misaki
Langhovde-kita Misaki är en udde i Antarktis. Den ligger i Östantarktis. Norge gör anspråk på området.
Terrängen inåt land är kuperad österut, men åt sydväst är den platt. Havet är nära Langhovde-kita Misaki åt nordväst. Trakten är glest befolkad. Närmaste befolkade plats är Showa Station, 19,0 kilometer norr om Langhovde-kita Misaki. 